# Biểu trưng ASEAN
Biểu trương Hiệp hội các quốc gia Đông Nam Á là biểu tượng của ASEAN được thông qua vào tháng 7 năm 1997 cùng với cờ ASEAN. Mặc dù biểu tượng hiện tại đã được sử dụng trong nhiều năm, nhưng các hướng dẫn chính thức đã được thông qua tại Hội nghị lần thứ sáu của Hội đồng điều phối ASEAN (ACC) tại Hà Nội, ngày 8 tháng 4 năm 2010.

## Thiết kế

### Cấu tạo
Đặt trên nền hình tròn màu đỏ, mười cọng lúa hoặc cọng vàng được vẽ ở giữa. Dưới thân cây lúa, tên tổ chức viết tắt "asean" được viết bằng chữ thường chữ Helvetica màu xanh lam. Vòng tròn màu đỏ được vẽ với chu vi màu trắng và màu xanh.
Màu sắc của biểu tượng được chỉ định như sau:
| Scheme  | Xanh dương     | Đỏ              | Trắng       | Vàng                   |
| ------- | -------------- | --------------- | ----------- | ---------------------- |
| Pantone | Pantone 286    | Pantone Red 032 |             | Pantone Process Yellow |
| CMYK    | C100-M60-Y0-K6 | C0-M91-Y87-K0   | C0-M0-Y0-K0 | C0-M0-Y100-K0          |
| RGB     | 34-85-158      | 227-49-49       | 255-255-255 |                        |

## Lịch sử
Thiết kế dựa trên gạo, lương thực chính và có lẽ là cây trồng quan trọng nhất đối với người dân Đông Nam Á. Từ thời xa xưa, gạo luôn gắn liền với sự thịnh vượng, phúc lợi và sự giàu có. Điều này tương ứng với tầm nhìn của những người sáng lập ASEAN để tạo ra một khu vực hòa bình và thịnh vượng ở Đông Nam Á. Thiết kế hiện tại có nguồn gốc từ biểu tượng trước đó, cũng có một bó lúa padi liên kết với nhau trong sự thống nhất. Khác biệt là thân cây lúa là sáu đại diện cho năm quốc gia sáng lập ASEAN (Indonesia, Malaysia, Philippines, Singapore, Thái Lan) được thêm vào Brunei (tham gia ngày 8 tháng 1 năm 1984). Nền biểu tượng cũ là màu trắng. Cái tên "Asean" được đặt dưới thân cây lúa ở giữa một vòng tròn màu vàng với chu vi màu lục lam. Cả đường viền hình tròn và chữ "Asean" đều có màu lục lam, trong khi thân cây có màu nâu vàng.
Sau khi các thành viên ASEAN mở rộng với việc kết nạp Việt Nam vào ngày 28 tháng 7 năm 1995, được thúc đẩy bởi tầm nhìn của ASEAN bao gồm tất cả mười quốc gia Đông Nam Á, đã có một đề nghị cập nhật biểu tượng và quốc kỳ của ASEAN; việc bổ sung thêm bốn thân lúa để đại diện cho cả mười quốc gia ASEAN. Ba quốc gia còn lại; Lào, Miến Điện và Campuchia đã được lên kế hoạch gia nhập ASEAN vào tháng 7 năm 1997, để kỷ niệm sự kiện tốt lành này, biểu tượng mới của ASEAN đã được công bố. Lào và Miến Điện (Myanmar) đã tham gia vào ngày 23 tháng 7 năm 1997, tuy nhiên việc kết nạp Campuchia đã bị hoãn đến ngày 30 tháng 4 năm 1999 do các vấn đề chính trị nội bộ của họ. Mặc dù Campuchia đã hoãn tư cách thành viên, nhưng biểu tượng mới của ASEAN vẫn bao gồm mười thân cây lúa được công bố vào tháng 7 năm 1997.